# Hurworth-on-Tees
Hurworth-on-Tees är en by i kommunen Borough of Darlington i Durham i England. Orten har 2 797 invånare (2011).